# 藤森鉄雄
藤森 鉄雄（ふじもり てつお、藤森 鐵雄、1919年7月16日 - 2011年11月7日）は、日本の銀行家。第一勧業銀行（現・みずほフィナンシャルグループ）会長、東京商工会議所副会頭、東京メトロポリタンテレビジョン初代代表取締役社長を務めた。

## 略歴
長野県諏訪郡上諏訪町（現・諏訪市）出身。長野県諏訪中学校（現・長野県諏訪清陵高等学校）を経て、東北帝国大学（現・東北大学）法学部卒業。戦時中は学徒出陣を経験しており、1945年3月の東京大空襲の際は、当時の陸軍糧秣本廠所属の少尉として部下たちを防空壕に避難させていたが、結果防空壕が満員となり入ることができず、隅田川に飛び込んで一晩をやり過ごした。翌朝になって防空壕に戻ってみると、中の部下たちは全員窒息死しており、結果として九死に一生を得たという。
1945年帝国銀行に入行し、戦後の分割により第一銀行に移る。日本勧業銀行との合併で第一勧業銀行（現・みずほ銀行）が発足した後は店舗開発部長などを歴任した。その後常務取締役、専務取締役、副頭取を経て、1982年同行（現・みずほフィナンシャルグループ）会長。1988年相談役。東京商工会議所副会頭。1993年東京メトロポリタンテレビジョン初代代表取締役社長。
1992年、勲二等旭日重光章を受章。2011年11月7日、心不全のため死去。